# Good Souls
«Good Souls» es el segundo sencillo del álbum Love Is Here de la banda británica Starsailor, realizado en 2001. Es la primera canción de Starsailor que tuvo un video promocional.

## Video musical
El video comienza con un James tocando su guitarra solo en una silla. En ese momento la cámara muestra a otro miembro de la banda, Barry quien antes de comenzar a tocar su piano deja caer accidentalmente una botella de agua después de beber. También hay una escena en la cual Ben Byrne tira al suelo una de las baquetas de su batería la cual ha quedado rota y se ve el estallido de esta al caer al suelo.
Algunas de las capturas muestran directamente la cara de James, especialmente en la escena final en la cual la cámara se enfoca en su rostro por un segundo antes de que las luces se apaguen. En otra escena James se acerca a los transistores mientras toca.
Es el primer video de Starsailor filmado en blanco y negro y también su primer video introspectivo.

## Lista de canciones

### CD
1. «Good Souls»
2. «The Way Young Lovers Do»
3. «Good Souls» (Echoboy remix)
4. «Good Souls» (video)

### 7"
1. «Good Souls»
2. «The Way Young Lovers Do»

### Casete
1. «Good Souls»
2. «The Way Young Lovers Do»
3. «Good Souls» (Echoboy remix)

## Posicionamiento
| País           | Listas              | Posición |
| -------------- | ------------------- | -------- |
| Estados Unidos | Modern Rock Tracks  | 28       |
| Irlanda        | Irish Singles Chart | 43       |
| Países Bajos   | Mega Single Top 100 | 82       |
| Reino Unido    | UK Singles Chart    | 12       |